# Sebastira instrata
Sebastira instrata là một loài nhện trong họ Salticidae.
Loài này thuộc chi Sebastira. Sebastira instrata được Eugène Simon miêu tả năm 1901.